# NGC 386
NGC 386 (други обозначения – MCG 5-3-57, 4ZW 38, ZWG 501.88, Z 0104.8+3205, ARAK 27, VV 193, NPM1G +32.0045, ARP 331, PGC 3989) е елиптична галактика (E3) в съзвездието Риби.
Обектът присъства в оригиналната редакция на „Нов общ каталог“.